# デル・リオ (フロリダ州)
デル・リオ（Del Rio）は、フロリダ州ヒルズボロー郡にある非法人地域である。